# Yang Liwei
Yang Liwei (杨利伟) (nacido el 21 de junio de 1965) es un piloto de combate chino, y también el primer taikonauta (astronauta en chino) que China logró enviar al espacio exterior. China es pues el tercer país que concreta esta hazaña, después de la Unión Soviética y de los Estados Unidos.
El cohete, un lanzador Larga Marcha 2F, despegó el día 15 de octubre de 2003 de la base de Jiuquan (Mongolia Interior), en el desierto de Gobi. El aterrizaje tuvo lugar 21 horas después del despegue, en un punto cercano a la base.
Durante ese tiempo, el astronauta a bordo de la cápsula Shenzhou 5 (nave divina), dio 14 vueltas a la Tierra a 340 kilómetros de altura.
- Datos: Q147581
- Multimedia: Yang Liwei / Q147581